# Alte Allee 29 (München)

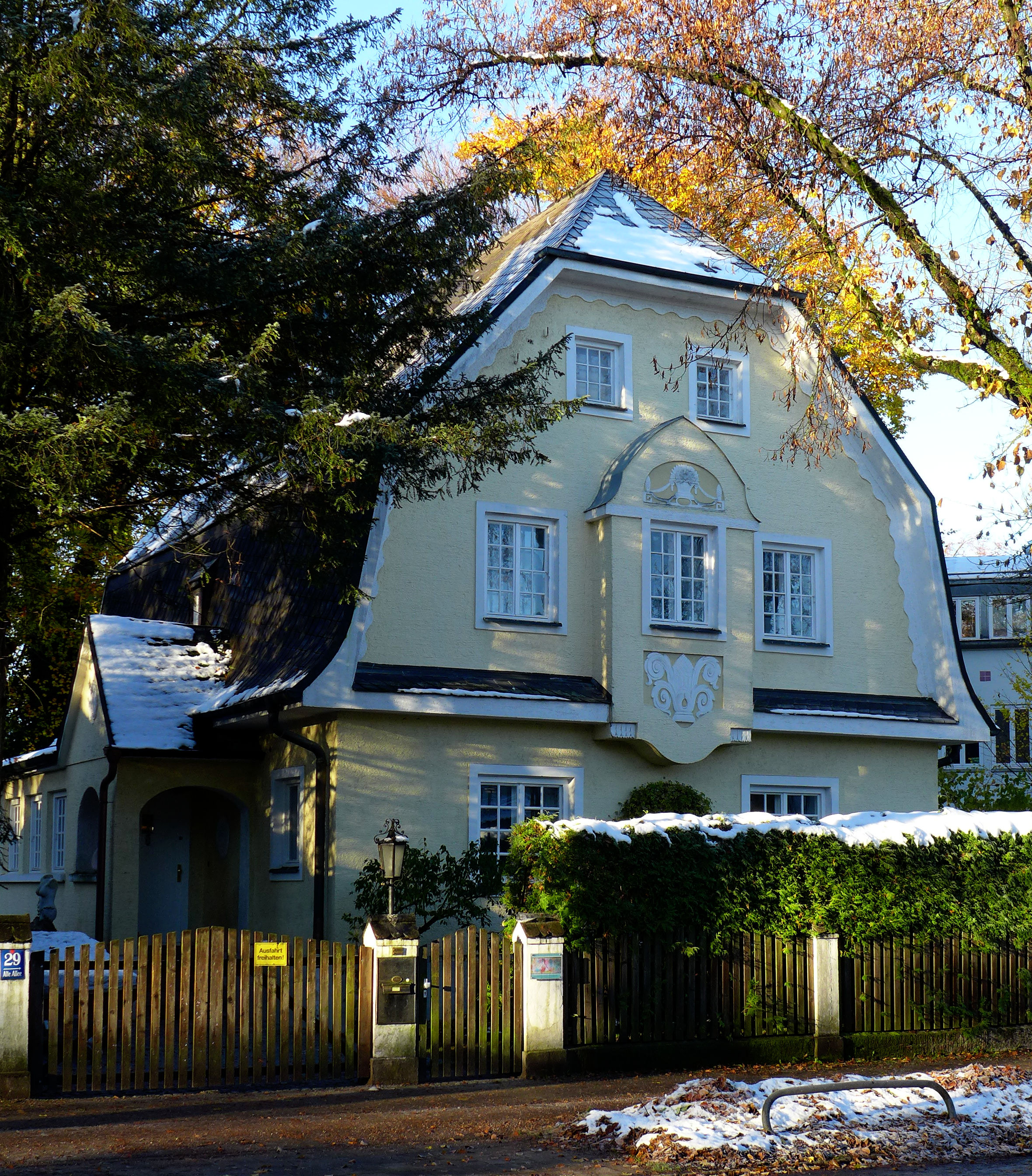
Gebäude Alte Allee 29 im Stadtteil Obermenzing von München

Das Gebäude Alte Allee 29 im Stadtteil Obermenzing der bayerischen Landeshauptstadt München wurde 1912 errichtet. Das Wohnhaus in der Alten Allee, das zur Villenkolonie Pasing II gehört, ist ein geschütztes Baudenkmal.
Die zweigeschossige Villa im historisierenden Stil wurde von den Gebrüdern Martin (* 1883) und Valentin Ott (* 1886; † 1971) errichtet. Bemerkenswert ist die Dachform mit Walm und der schmuckvolle Erker an der straßenseitigen Fassade.